# U rozhledny (Orlická tabule)
U rozhledny (454 m n. m.) je vrch v okrese Rychnov nad Kněžnou Královéhradeckého kraje. Leží asi 0,5 km východně od vsi Vyhnanice na jejím katastrálním území. Je to nejvyšší bod Orlické tabule.

## Popis
Název vrchu prozrazuje, že tu kdysi bývala rozhledna, využívaná ovšem jako vojenská pozorovatelna. Nyní je zde telekomunikační vysílač.

## Geomorfologické zařazení
Geomorfologicky vrch náleží do celku Orlická tabule, podcelku Třebechovická tabule a okrsku Opočenský hřbet.